# زمین‌لرزه ۱۹۳۸ ژاپن
زمین‌لرزه ژاپن  در تاریخ ۵ نوامبر ۱۹۳۸ میلادی، برابر با ‎۱۴ آبان ۱۳۱۷، ساعت ۸:۴۳:۲۲ به زمان یوتی‌سی در ژاپن رخ داد. ژرفای این زلزله ۳۵ کیلومتر بود. بزرگی آن ۷٫۹ در مقیاس Mw اعلام شده‌است. زمین‌لرزه به وقت محلی در روز شنبه، ساعت ۱۷ روی داده و منطقه زمانی آن یوتی‌سی +۹ بوده‌است .
سازمان زمین‌شناسی آمریکا نیز جای این زمین‌لرزه را در مختصات ۳۷°۰۶′شمالی ۱۴۱°۴۲′شرقی / ۳۷٫۱°شمالی ۱۴۱٫۷°شرقی و بزرگی آنرا برابر با ۷٫۷ در مقیاس ریشتر اعلام کرده‌است. ژرفای گزارش شده از سوی این سازمان ۶۰ کیلومتر می‌باشد.
تعداد زخمیان ۹ نفر برآورده شده‌است.سونامی نیز در این زلزله گزارش شده‌است.